# Jakob Gartner
Pour les articles homonymes, voir Gärtner.
Jakob Gartner, né le 6 octobre 1861 à Prerau, décédé le 15 avril 1921 à Vienne, est un architecte autrichien, spécialisé dans la construction de synagogues.

## Biographie
Jakob Gartner est né dans une famille juive de cinq enfants, à  Prerau dans la région d'Olmütz (maintenant Olomouc), à l'époque partie de l'empire d'Autriche. Son père Isaak Löbl (vers 1830-1913) est minotier. De 1879 à 1883, Jakob Gartner poursuit des études à l'école professionnelle d'État de Brünn (maintenant Brno en République tchèque), avant d'effectuer un stage de deux ans dans l'entreprise de construction Knauer, Groß & Löwenfeld. Il complète sa formation en travaillant pendant une année comme dessinateur en architecture chez Carl Korn à  Bielitz, puis deux ans avec Hugo von Wiedenfeld et trois ans à Vienne chez Gustav Matthies. En même temps, de 1886 à 1888, il étudie  à l'Académie des beaux-arts de Vienne  sous la direction de l'architecte et historien de l'art, Karl von Hasenauer. Un an après la fin de ses études, en 1888, il ouvre son propre cabinet d'architecte.  
En 1908, il épouse Anna, née Lanzer, dont il élèvera le fils Robert Grünbaum qu'elle a eu de son premier mariage. 
En plus des bâtiments résidentiels et commerciaux, Gartner se spécialise dans la construction de synagogues, dont il a acquis une connaissance spéciale. À Vienne, il est l'architecte de la synagogue de la Braunhubergasse, de celle de l'Humboldtgasse et de celle de la Kluckygasse dans le quartier Brigittenau qui seront toutes les deux détruites par les nazis lors de la nuit de Cristal, du 9 au 10 novembre 1938. 
Entre 1914 et 1917, Gartner dessine les plans du nouveau cimetière juif de Vienne, situé dans la partie est du Cimetière central de Vienne, en remplacement de l'ancien cimetière juif, situé à l'ouest du cimetière central, et devenu saturé. Il prévoit une salle de prière et de recueillement, mais compte tenu de la guerre et pour des raisons financières, seul un bâtiment provisoire verra le jour. Un nouveau bâtiment définitif sera construit entre 1926 et 1928 selon les plans de l'architecte Ignaz Reiser. 
Gartner est membre du comité directeur de la communauté juive de Vienne. 
Jakob Gartner décède à Vienne en 1921 à l'âge de 60 ans et est enterré au cimetière de Döbling, XIXe arrondissement de Vienne.

## Prix
- 1892: Diplôme d'honneur de l'Exposition Internationale d'Art de Zagreb

## Membre
- à partir de 1894: Association des ingénieurs et architectes autrichiens
- à partir de 1904: Association industrielle de Basse-Autriche

## Ses constructions

### Synagogues
- 1889 : grande synagogue de Pilsen, maintenant Plzeň en République tchèque (aussi attribuée à Fleisher selon certaines sources), en activité et salle de concert.
- 1890 : Synagogue de Freistadt, maintenant Hlohovec en Slovaquie, détruite.
- 1891 : Synagogue de Tyrnau, maintenant Trnava en Slovaquie, actuellement centre culturel.
- 1892–1893 : Synagogue d'Holleschau, maintenant Holešov en République tchèque, détruite.
- 1892–1896 : Synagogue de Troppau, maintenant Opava en République tchèque, détruite.
- 1894 : Synagogue de  Debrecen en Hongrie, détruite par le feu en 1948.
- 1895–1897 : Synagogue d'Olmütz, maintenant Olomouc en République tchèque, détruite par les nazis dans la nuit du 15 au 16 mars 1939.
- 1896 : Synagogue de l'Humboldtgasse, à Vienne, détruite par les nazis lors de la nuit de Cristal du 9 au 10 novembre 1938.
- 1898 : Synagogue de la Kluckygasse, dans le quartier Brigittenau de Vienne, détruite par les nazis lors de la nuit de Cristal du 9 au 10 novembre 1938.
- 1898 : Synagogue de Prerau, maintenant Přerov en République tchèque,
- 1898 : Synagogue de la Braunhubergasse, dans le quartier Simmering de Vienne, détruite par les nazis lors de la nuit de Cristal du 9 au 10 novembre 1938.
- 1899 : Synagogue d'Oderberg, maintenant Bohumín en République tchèque, détruite.
- 1899-1900 : Synagogue de Neumarkt am Mieresch, maintenant Târgu Mureș en Roumanie, en activité.
- 1901 : Synagogue d'Orlau, maintenant Orlová en République tchèque, détruite.
- 1901–1904 : Synagogue de Proßnitz, maintenant Prostějov en République tchèque, détruite.
- 1907–1908 : Synagogue de la Siebenbrunnengasse, dans le quartier Margareten de Vienne, détruite par les nazis lors de la nuit de Cristal du 9 au 10 novembre 1938.
- 1908–1910 : Synagogue de Kremsier, maintenant Kroměříž en République tchèque, détruite.

Synagogues détruites

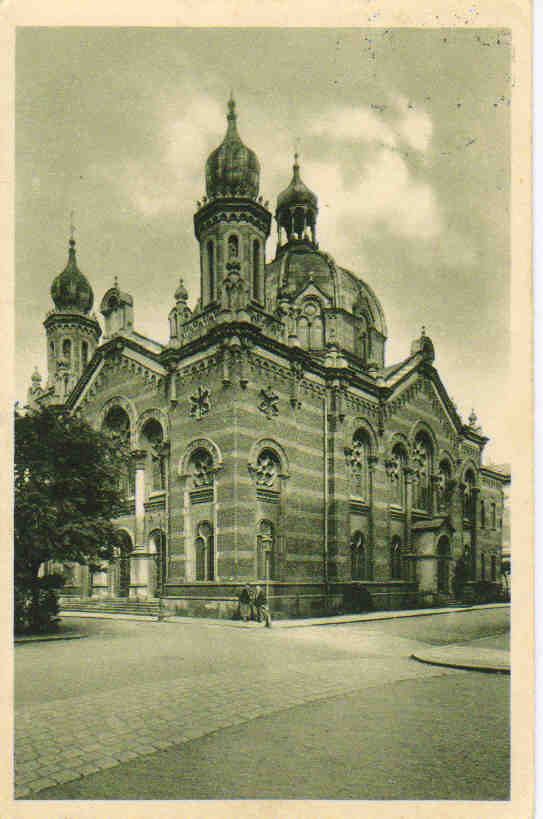
Synagogue d'Olomouc – détruite en 1939
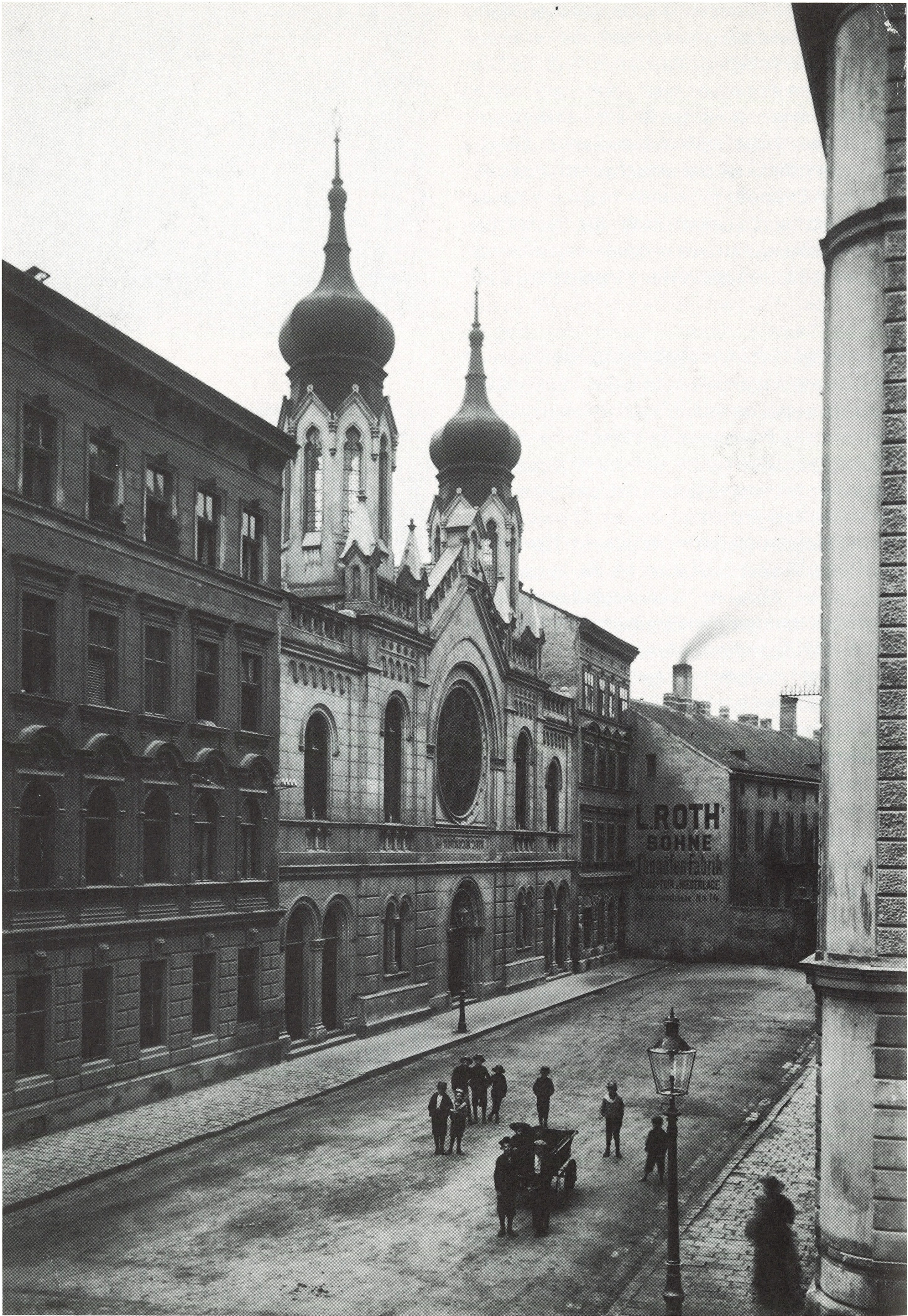
Synagogue de la Kluckygasse à Vienne – détruite en 1938
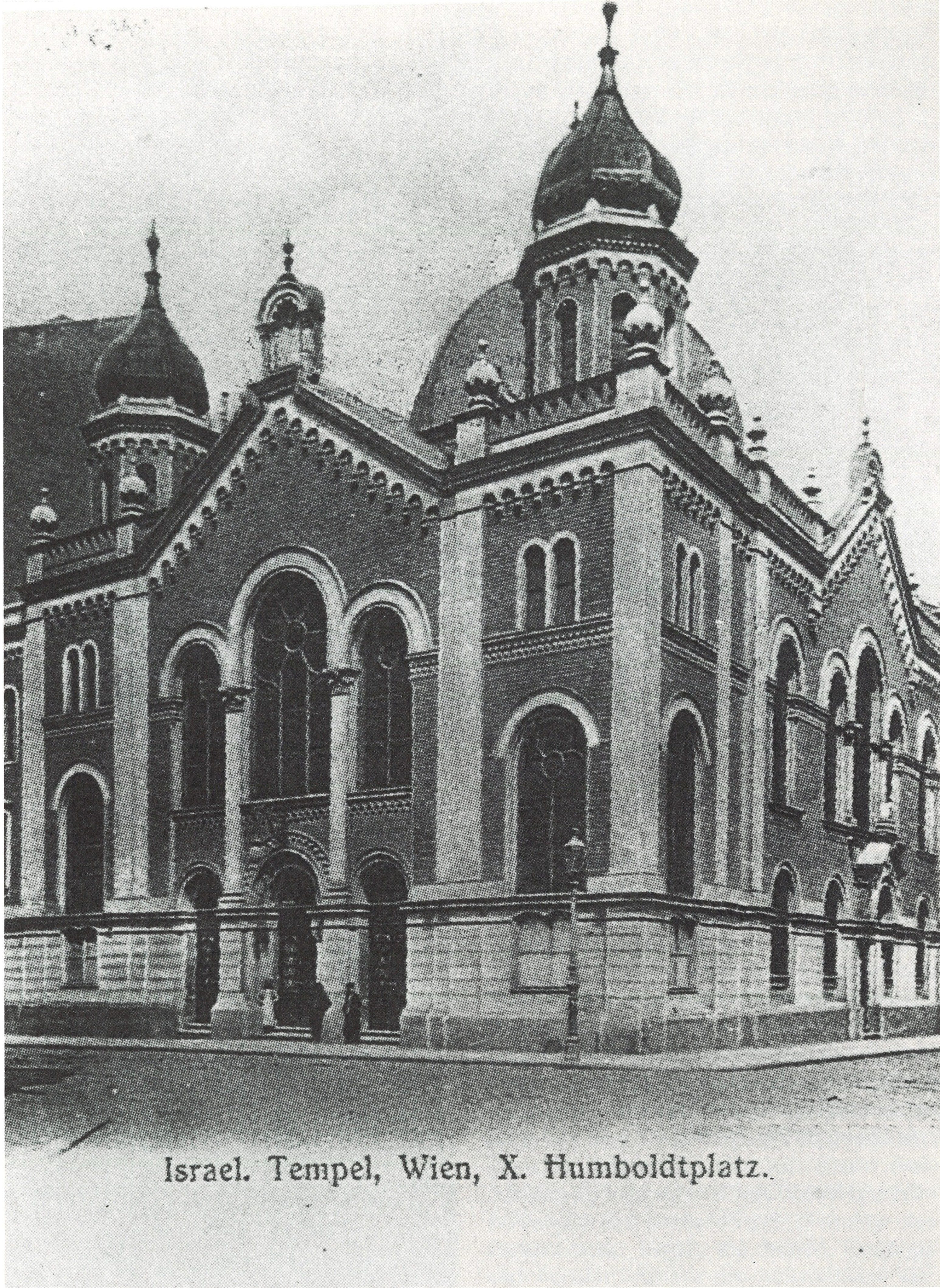
Synagogue de l'Humboldtgasse, à Vienne – détruite en 1938
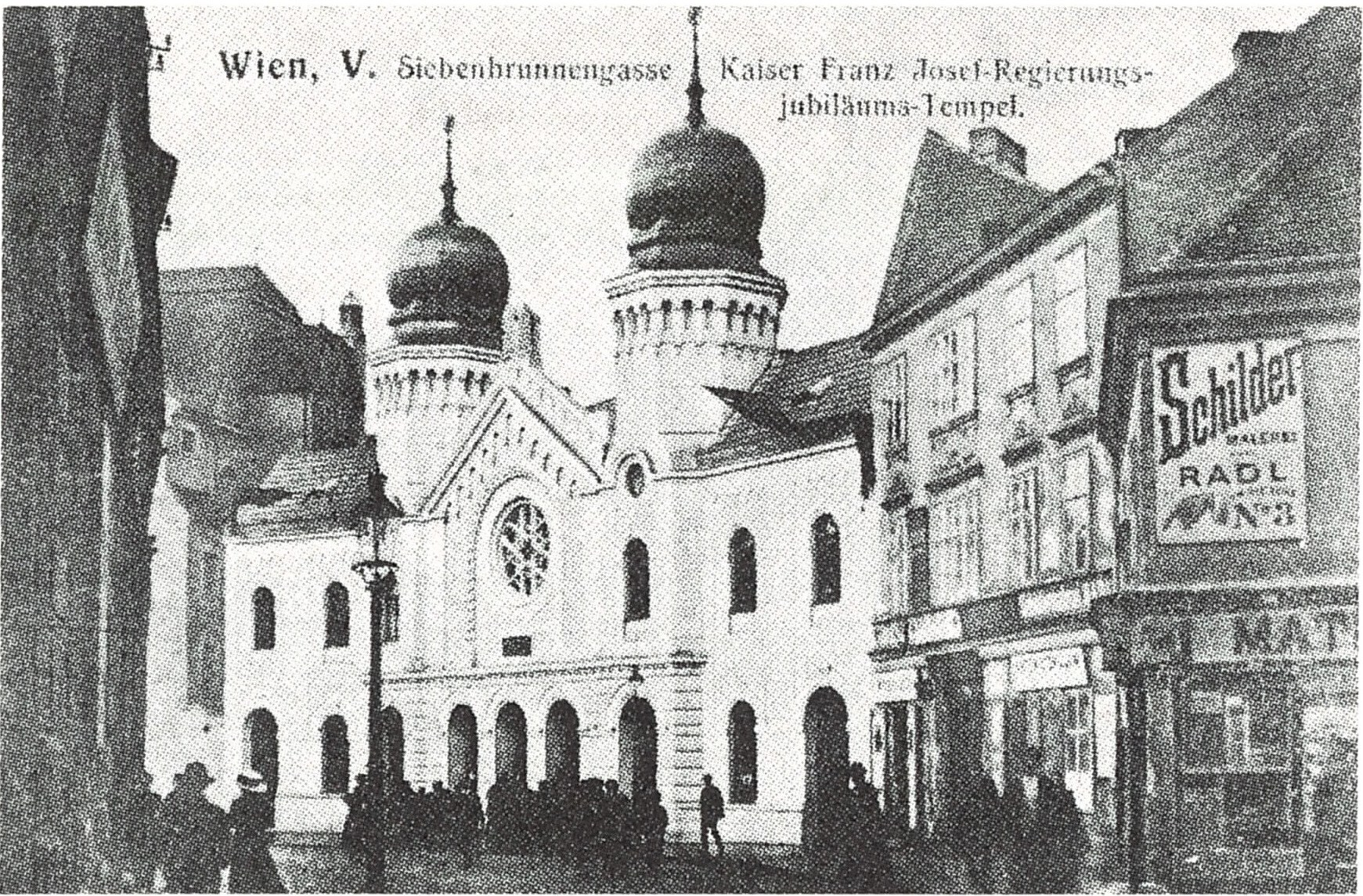
Synagogue de la Siebenbrunnengasse à Vienne – détruite en 1938
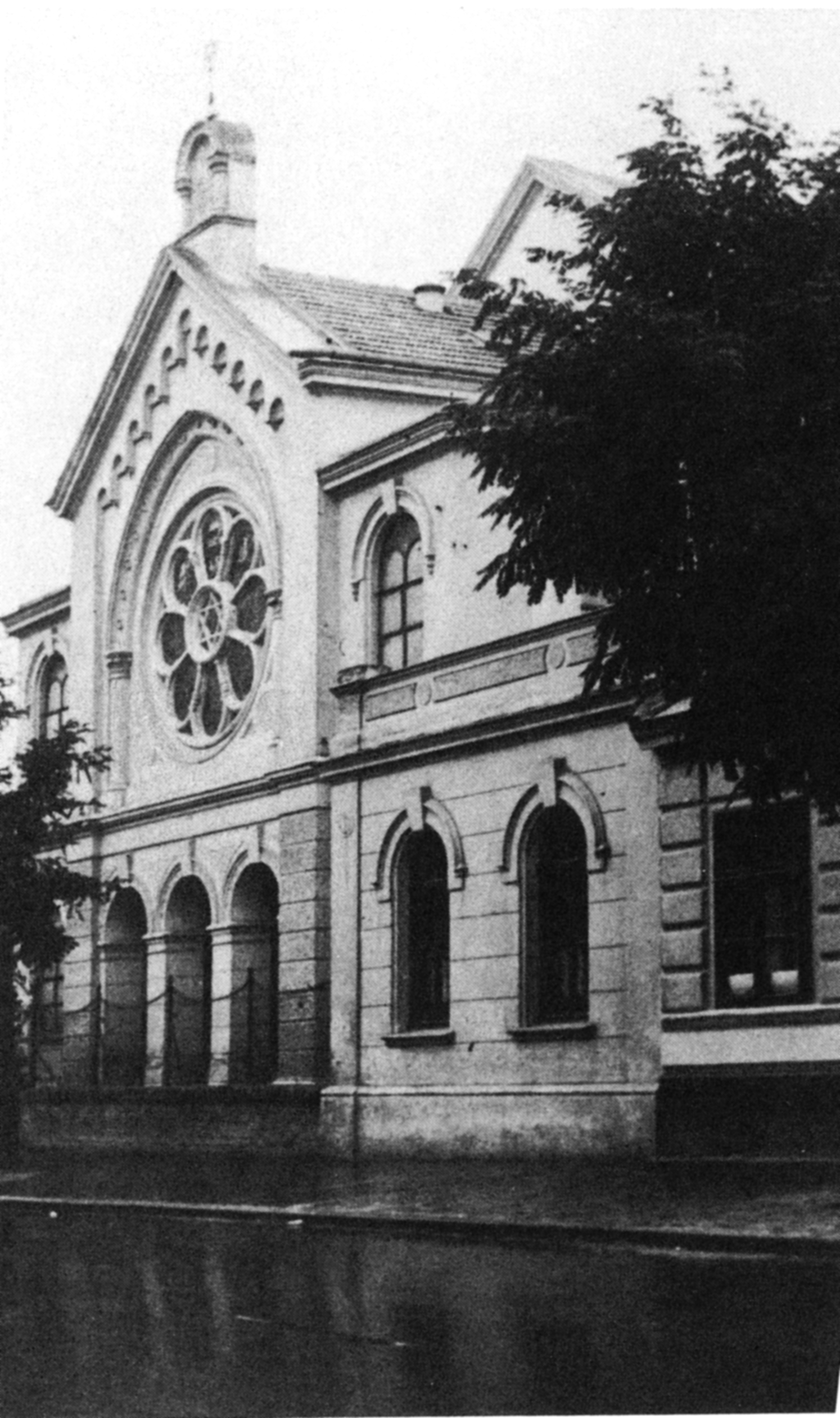
Synagogue de la Braunhubergasse à Vienne – détruite en 1938

Synagogues en activité (même partielle)

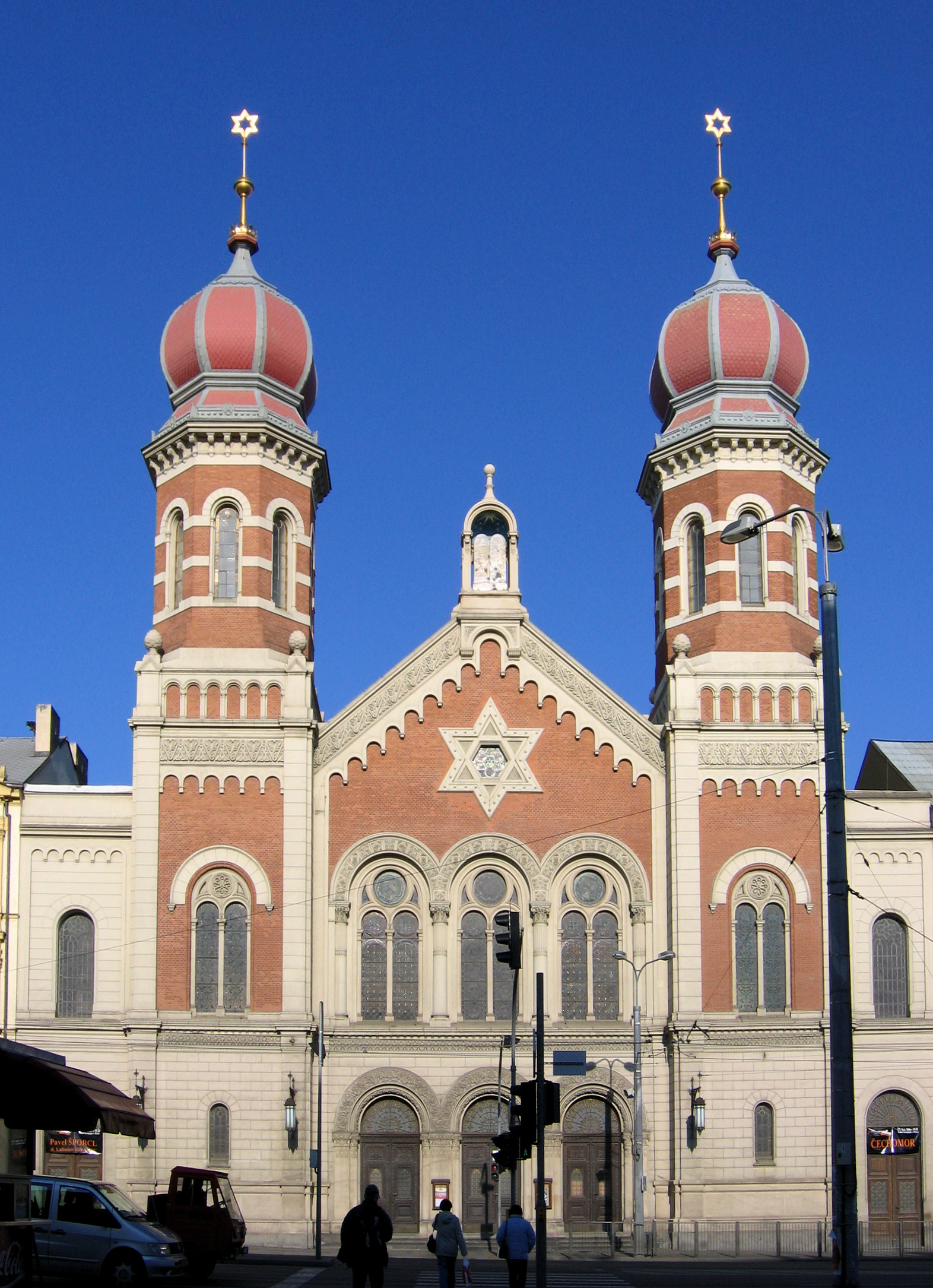
Grande synagogue de Pilsen, attribuée à Gartner
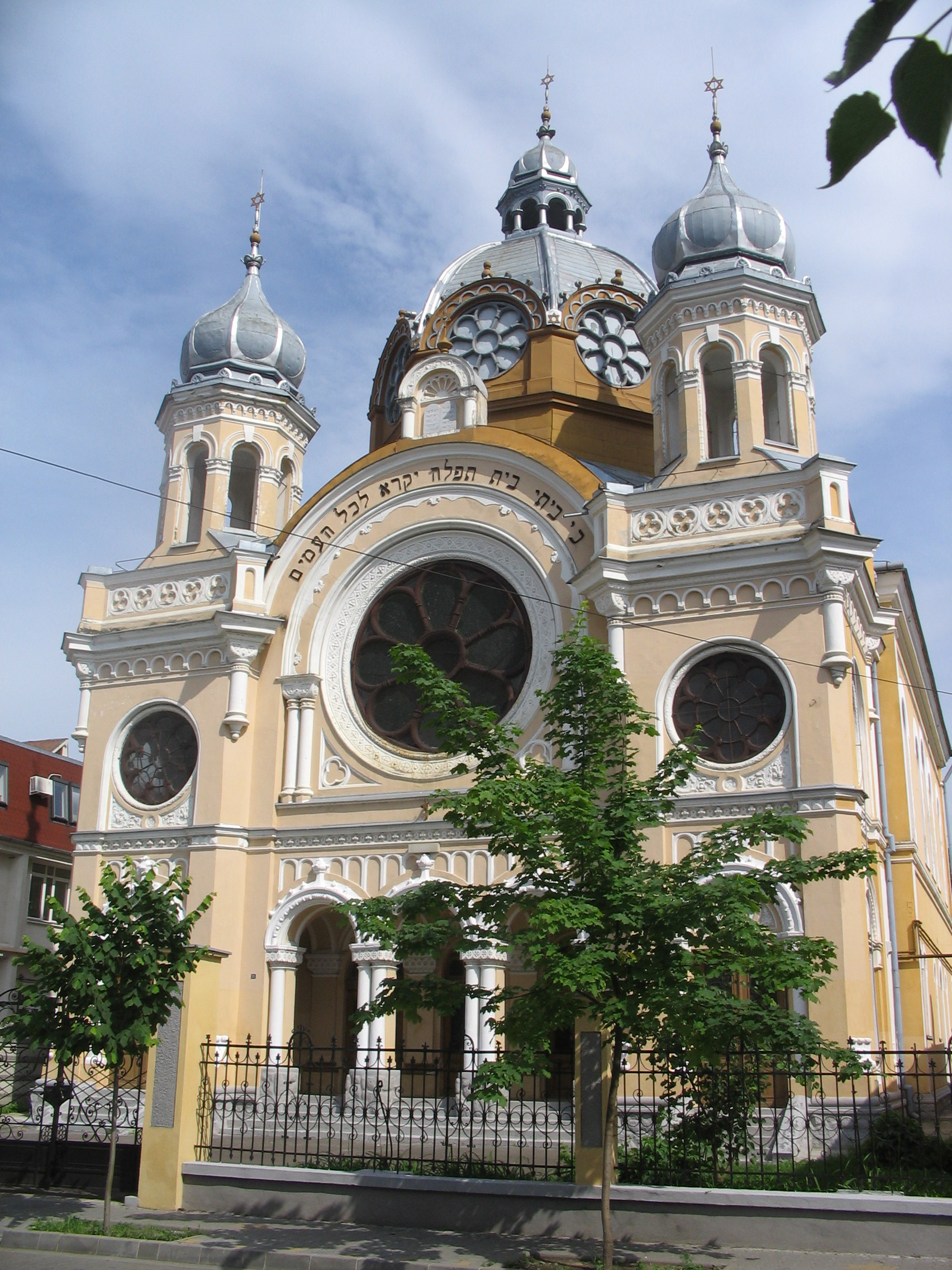
Synagogue Status Quo Ante de Târgu Mureș

### Habitations et bâtiments industriels (liste partielle)
Les constructions d'habitations bourgeoises de Jakob Gartner sont assez représentatives. Ces maisons d'angle possèdent souvent des toits rehaussés de dôme et des pignons à corniches 
- 1895 : Villa Eduard Hamburger, 2 Vídeňská, Olmütz, maintenant Olomouc en République tchèque. Maison construite en style historiciste pour Eduard Hamburger, président de l'Association des brasseurs autrichiens et président de la communauté juive locale.
- 1897–1897 : Immeuble d'habitation et de commerces, 32 Ferdinandsgasse (actuellement rue Masarykova) à Brünn, maintenant Brno en République tchèque.
- 1898 : Immeuble de rapport, 8 Borschkegasse à Vienne, quartier Alsergrund.
- 1899–1901 : Maternité Impératrice Elisabeth, 22-24 Knöllgasse à Vienne, quartier Favoriten.
- 1901 : Immeuble de rapport, 32 Johann-Strauß-Gasse à Vienne, quartier Wieden.
- 1901–1902 : Immeuble de rapport, 36 Albertgasse / 54 Florianigasse, à Vienne quartier Josefstadt.
- 1902 : Immeuble d'habitation, 4-6 Biberstraße, à Vienne, quartier Innere Stadt.
- 1902 : Immeuble d'habitation, de bureaux et de commerces, 6 place du Dr.-Karl-Lueger, à Vienne, quartier Innere Stadt. Immeuble construit pour l'industriel Adolf Gallia.
- 1904–1905 : Immeuble d'habitation et de commerces, 14 Stubenring / 10 Rosenbursenstraße, à Vienne, quartier Innere Stadt.
- 1905 : Immeuble d'habitation et de commerces J. Gartner, 2 Stubenring / 10 Wiesingerstraße / 3 Julius-Raab-Platz, à Vienne, quartier Innere Stadt.
- 1906 : Immeuble de rapport, 4 Dapontegasse / Riessgasse, à Vienne, quartier Landstraße.
- 1906–1907 : Immeuble de rapport, 16 Theoboldgasse / 3 Pfauengasse, à Vienne, quartier Mariahilf. Transformé en 1958.
- 1910 : Immeuble d'habitation et de commerces, 9 Invalidenstraße / 2-4 Ditscheinergasse, à Vienne, quartier Landstraße.

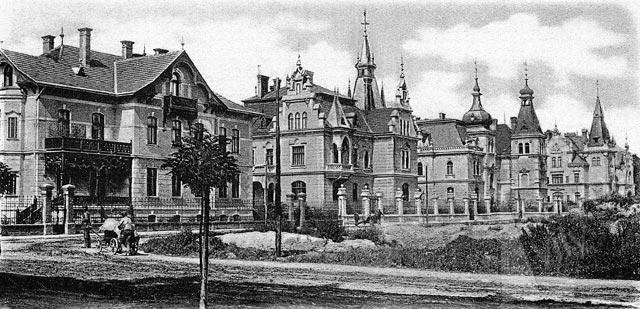
Villa Hamburger au centre vers 1900
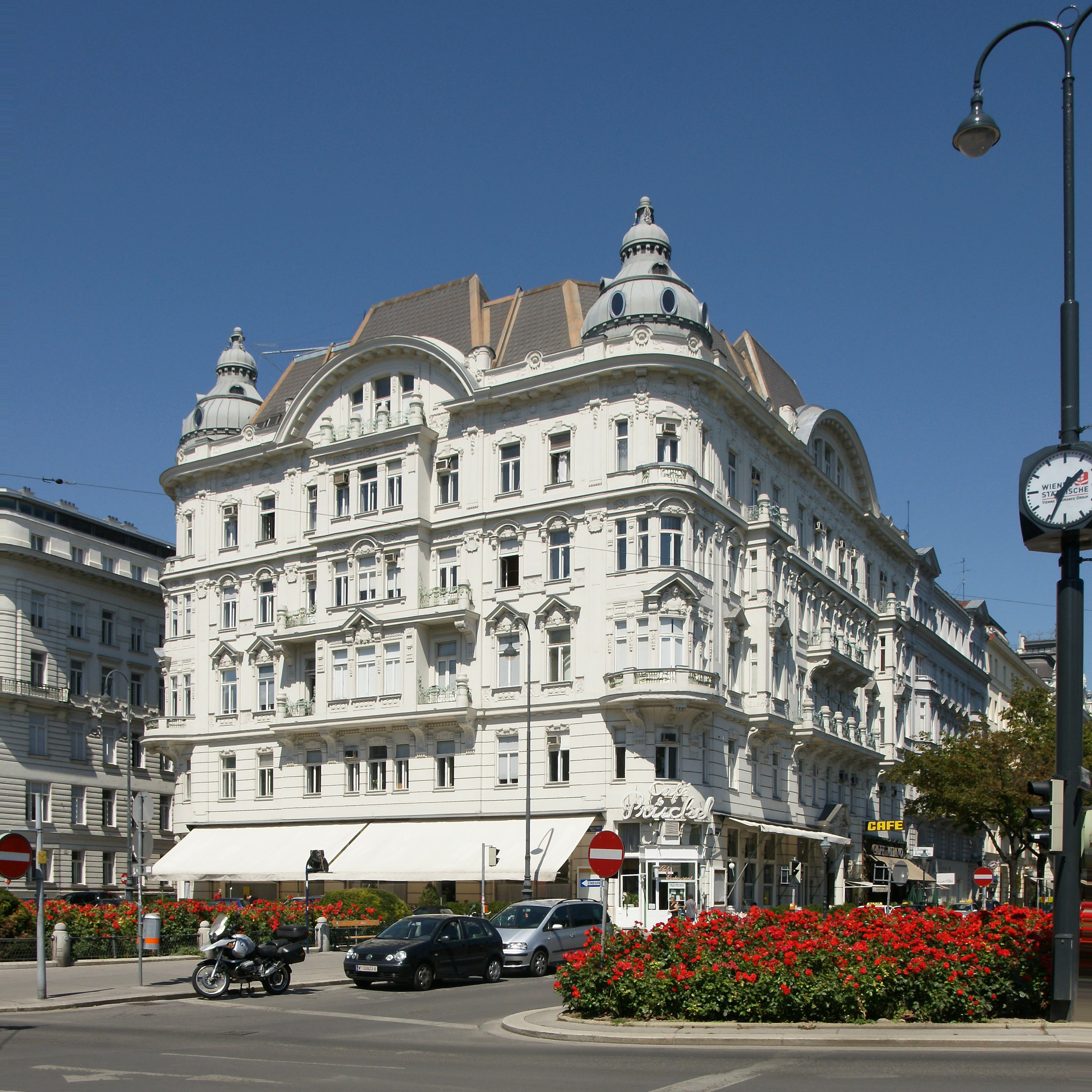
Immeuble, 6 place Dr.-Karl-Lueger, Vienne
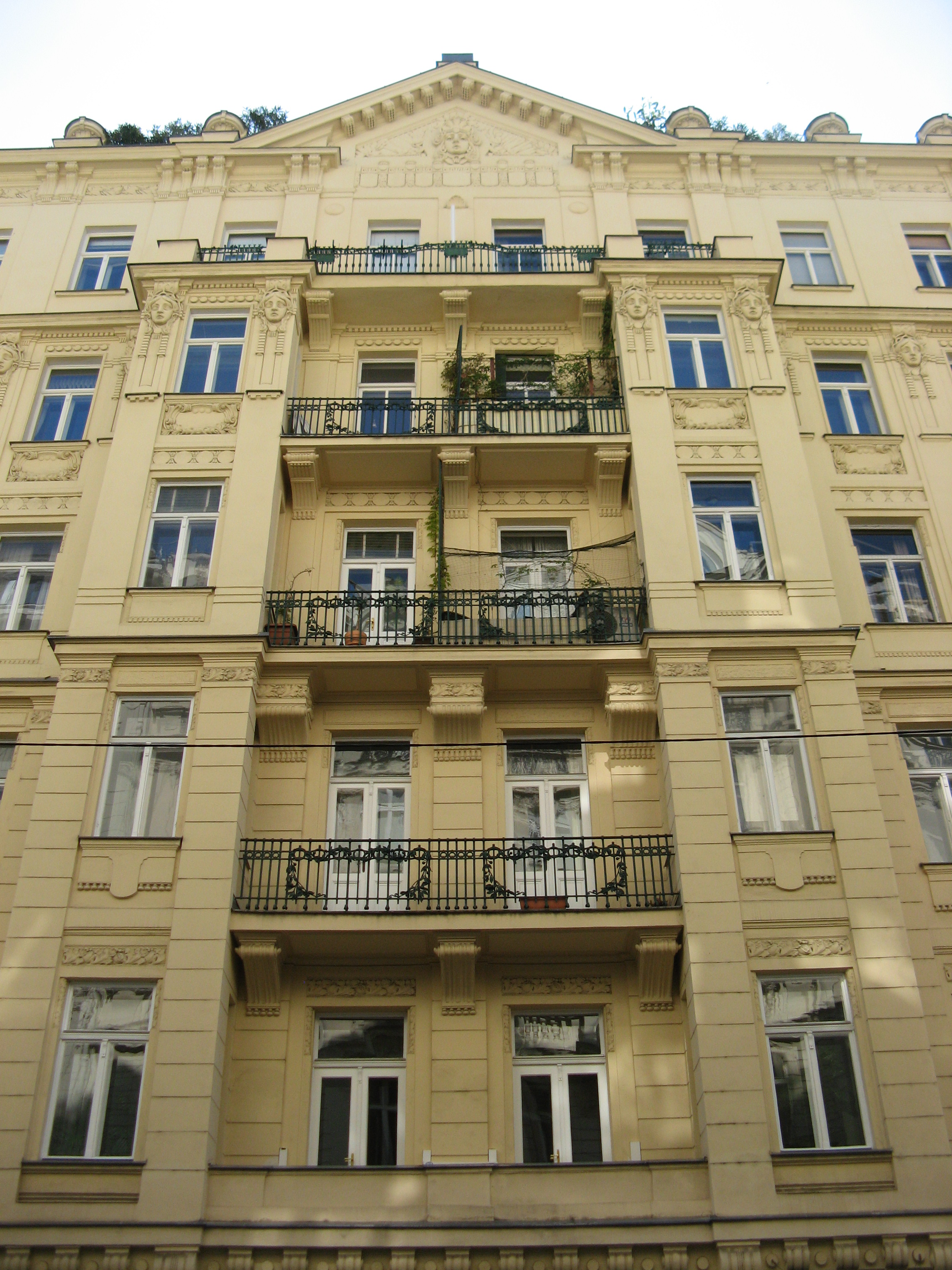
Immeuble, 4-6 Biberstrasse, Vienne
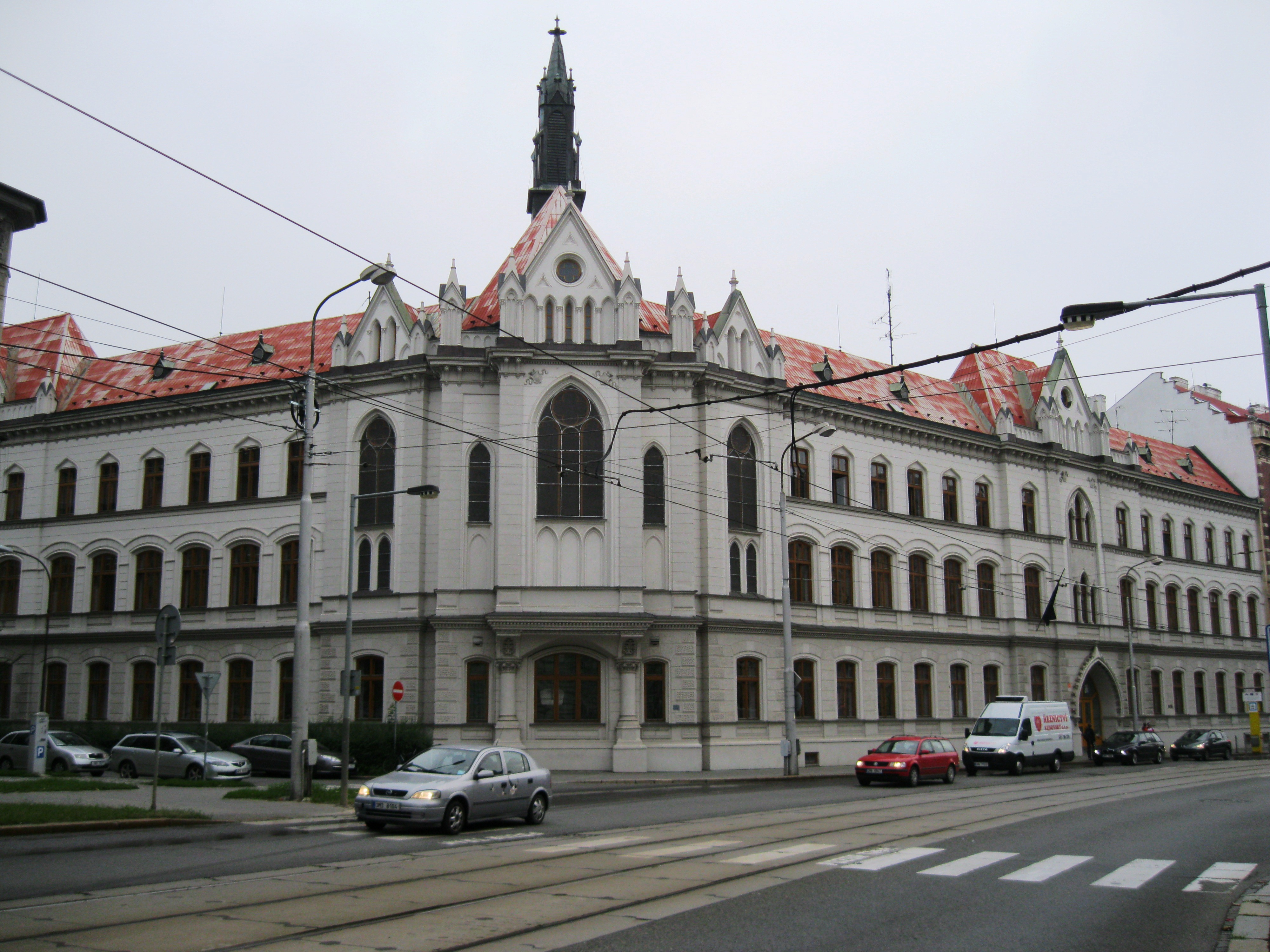
Bâtiment Pöttingeum à Olomouc (Tchéquie)
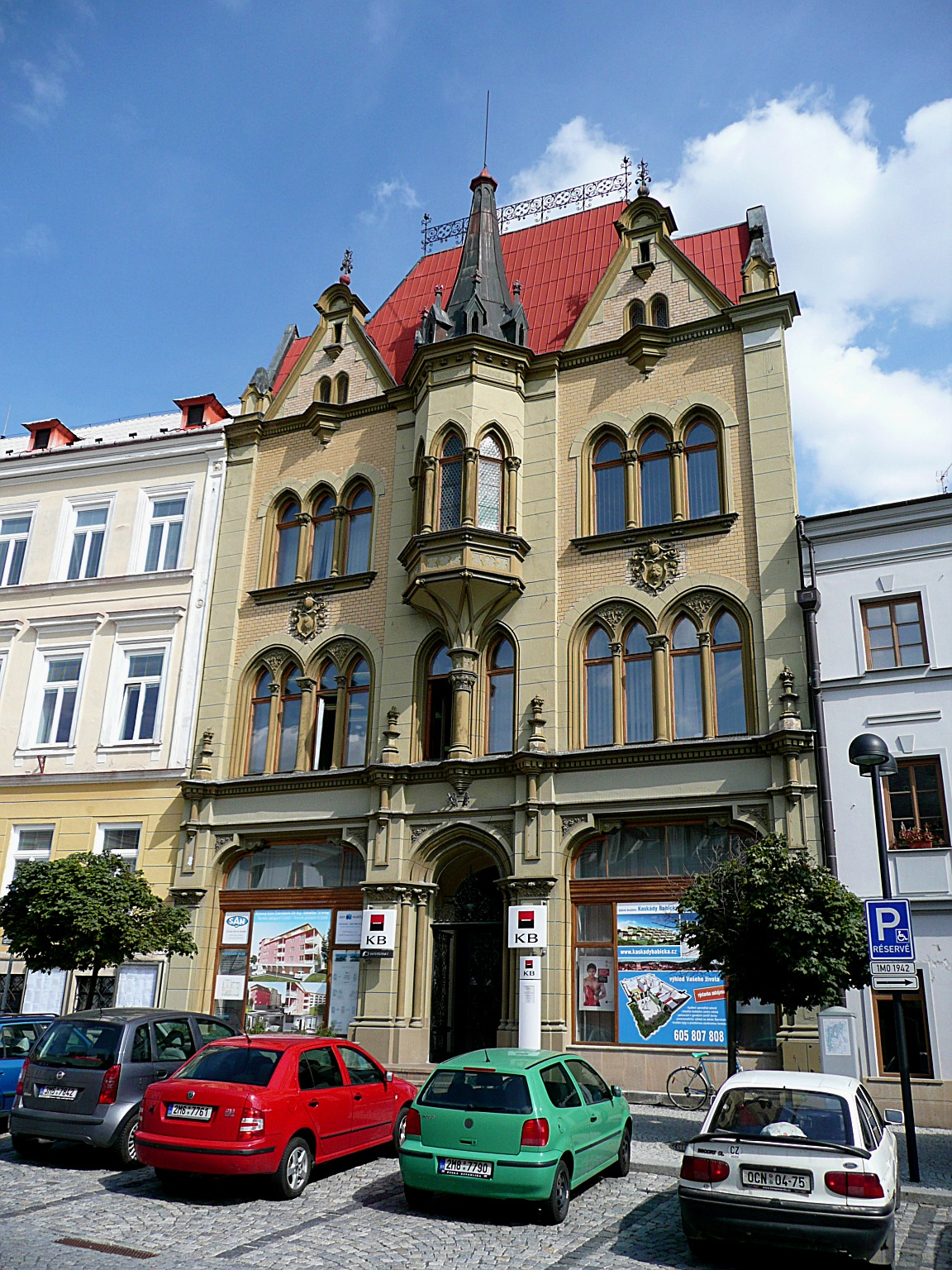
Bâtiment néogothique à Šternberk (Tchéquie)